# Nel tempo di mezzo
Nel tempo di mezzo è un romanzo di Marcello Fois, pubblicato nel 2012. Il romanzo è stato finalista al Premio Campiello, finalista al Premio Strega e vincitore del Premio Procida-Isola di Arturo-Elsa Morante
Il libro è stato tradotto in quattro lingue.

## Trama
Il romanzo è la seconda parte di una trilogia, I Chironi. Lo precede Stirpe, pubblicato nel 2009, ed è seguito da Luce perfetta.
Vincenzo Chironi è un "sardo-friulano" nato ai tempi della prima guerra mondiale. Solo dopo anni di orfanotrofio viene a conoscenza della propria origine, scoprendo di essere figlio di una donna friulana e di un uomo sardo.
La prima parte del libro (intitolata 12-17 ottobre 1943) narra l'arrivo in Sardegna, alla ricerca di sconosciuti parenti di Nuoro.
La seconda parte (1946-56) descrive l'inserirsi, sempre problematico, nella famiglia (il nonno, la zia) e nella città, quindi l'amore contrastato per Cecilia e il matrimonio. L'amore è turbato dalla difficoltà di Cecilia nel portare a termine due gravidanze: ne nasce una profonda frustrazione che allontana via via i due sposi.
La terza parte (24 dicembre 1959) racconta la Vigilia di Natale, che inizia nei modi consueti e formali e sfocia in una drammatica scena di violenza, cui seguirà l'epilogo tragico per Vincenzo.
Nella quarta parte (1972 e 1978) compare il figlio di Vincenzo e Cecilia, che riprende il filo della stirpe familiare apparentemente destinata ad estinguersi.

## Edizioni
- Marcello Fois, Nel tempo di mezzo, Einaudi, Torino 2012
- Marcello Fois, I Chironi, Einaudi, Torino 2017 (Contiene: Stirpe; Nel tempo di mezzo; Luce perfetta) ISBN 978-88-06-23483-6